# All Too Well: The Short Film
«All Too Well: The Short Film» — короткометражный романтический драматический фильм 2021 года, написанный и снятый американской певицей и автором песен Тейлор Свифт. Вдохновленный и названный в честь её песни 2012 года «All Too Well», фильм основан на 10-минутной версии песни. В главных ролях Сэди Синк и Дилан О’Брайен в роли романтической пары, чьи непростые отношения в конечном итоге разваливаются. Произведенный Saul Projects и Taylor Swift Productions, фильм распространялся PolyGram Entertainment, Republic Records и Universal Pictures; и выпущен на YouTube 12 ноября 2021 года вместе со вторым перезаписанным альбомом Свифт Red (Taylor’s Version).
Премьера короткометражного фильма состоялась 12 ноября в кинотеатре AMC Theatres на Линкольн-сквер в Нью-Йорке, а в крупных городах его прокат был ограничен. Он также получил специальный показ на кинофестивале «Трайбека» 2022 года. Фильм получил положительные отзывы критиков, которые высоко оценили режиссуру Свифт, операторскую работу и «химию» актёров; исполнение Сэди Синк было особенно высоко оценено. Фильм получил пять номинаций на церемонии вручения наград MTV Video Music Awards 2022 года, выиграв в главной категории Лучшее видео года, а также в категориях лучшее длинное видео и лучшая режиссура.

## Сюжет
Фильм «All Too Well: The Short Film» открывается литературной цитатой чилийского поэта Пабло Неруды — «Любовь так коротка, забвение так долго» — из его поэмы «Puedo Escribir Los Versos». Фильм рассказывает об отношениях двух обречённых влюбленных, Её и Его, осложненных разницей в возрасте. Песня 2021 года американской певицы Тейлор Свифт «All Too Well#All Too Well (10 Minute Version)», звучит на протяжении всего фильма, за исключением диалогового конфликта между ней и ним. Песня рассказывает о расцветающем романе между двумя главными героями, его последующем распаде и сердечной боли. Она — более молодая версия Свифт, а он — субъект. Почти 15-минутный фильм разделен на семь глав — «Побег из Апстейта», «Первая трещина в стекле», «Ты настоящий?», «Точка перелома», «Откат», «Воспоминания» и эпилог «Тринадцать лет прошли» — каждая из которых представляет собой период становления отношений между ней и ним.

## В ролях
- Сэди Синк — Она
  - Тейлор Свифт — Она, позднее
- Дилан О’Брайен — Он[b]
  - Джейк Лайон — Он, позднее
- Шон Леви — её отец

## Съёмки
В сентябре 2021 года Свифт объявила, что её перезаписанный альбом Red (Taylor’s Version), перезапись её четвёртого студийного альбома Red (2012), выйдет 12 ноября 2021 года. Он содержит как перезаписанную версию песни «All Too Well», так и её 10-минутную неснятую версию в качестве бонус-трека «from the vault» («из хранилища»). «All Too Well: The Short Film» — это театрализованный рассказ о событиях и динамике отношений, описанных в песне. По словам Свифт, фильм рассказывает об «искрометной, любопытной молодой женщине, которая в итоге оказывается совершенно не в своей тарелке». Она также сказала, что фильм — это выражение благодарности её поклонникам за то, как они принимали песню «All Too Well» на протяжении многих лет.
В ноябре 2021 года Свифт заявила через свои аккаунты в социальных сетях, что «All Too Well: The Short Film» был снят на 35-мм пленку японско-корейско-британским кинематографистом Rina Yang. Янг использовала Arri Arriflex 235 для ручной съёмки и стедикама, и Panavision MXL для работы на тележке; объективы были Panavision Primo, с зумом 11:1 Primo. Внешние сцены она снимала на пленку Kodak Ektachrome — ту же самую, которую она использовала для съемок телесериала HBO «Эйфория». В качестве примеров художественного влияния на «All Too Well: The Short Film» Свифт назвала «фильмы Барбары Стэнвик, особенно фильм 1937 года „Стелла Даллас“».
В ноябре 2021 года в программе Сета Майерса «Поздняя ночь с Сетом Майерсом» Свифт сказала, что она выбрала Синка и О’Брайена, потому что они были единственными двумя людьми, которых она представляла себе на роли, отметив, что она является поклонницей творчества О’Брайена и что она не стала бы снимать фильм, если бы Синк отказался от предложения. Свифт объяснила: «Мне нравится работать с друзьями или людьми, которые, как я думаю, будут рады работать со мной. Я никогда раньше не снимала короткометражных фильмов. Мне нужно было обратиться к людям, которые, возможно, поверили бы, что я способна на это. Я просто потрясена тем, что сделали [Синк и О’Брайен] — они вышли и оставили всё на поле». Синк заявила, что приняла предложение Свифт без колебаний, поскольку была её поклонницей, а также была заинтересована в том, чтобы сыграть «более разностороннюю и зрелую» роль Макс Мэйфилд во время работы над четвёртым сезоном сериала «Очень странные дела». Свифт далее рассказала, что Синк и О’Брайен «были настолько энергичны и [импровизировали] многое из того, что они делали, что мы просто не могли оторвать от них камеру».

## Релиз и продвижение
Мировая премьера фильма состоялась 12 ноября в кинотеатре AMC Theatres на площади Линкольна в Нью-Йорке на которой присутствовали Свифт, Синк, О’Брайен, журналисты, кино- и музыкальные критики, а также избранные фанаты. Каждый зритель получил постер с автографом и индивидуальную пачку салфеток. Свифт исполнила песню «All Too Well (10 Minute Version)» в кинотеатре после показа. Фильм был выпущен в тот же день на YouTube, через 19 часов после выхода альбома в полночь. Он имел ограниченный релиз кинотеатрах в крупных городах.

## Коммерческий успех
После выхода на YouTube фильм стал самым популярным видео на платформе с более чем 14 миллионами просмотров. За первые три дня он собрал 32 миллиона просмотров. Короткометражка помогла своему исходному материалу, песне «All Too Well (10 Minute Version)», дебютировать на вершине чарта Billboard' Hot 100, принеся Свифт её восьмую песню номер один в США и самую длинную песню, когда-либо возглавлявшую чарт — этот рекорд признан в Guinness World Records. По состоянию на 2 сентября 2022 года фильм имеет 75 миллионов просмотров на YouTube.

## Отзывы

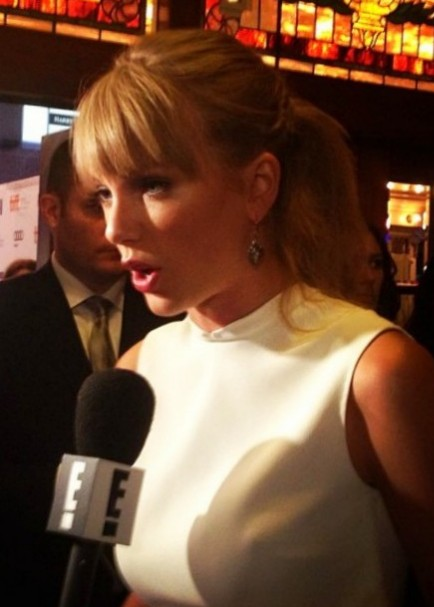
Режиссура Свифт вызвала одобрение критиков.

«All Too Well: The Short Film» получил положительные отзывы от современных критиков. Критик Variety Рамин Сетоодех назвал короткометражку «музыкальным видео на стероидах и фильмом Ноя Баумбаха». Бриттани Спанос из Rolling Stone назвала фильм «драматичным и трогательным», который «глубоко копается в сердечной боли и истории шарфов». Джессика Дершовиц и Джейсон Лэмпьер из Entertainment Weekly заявили, что «All Too Well: The Short Film» изображает расцветающий роман и «то, насколько он расколот, прежде чем в конце концов развалиться». Риан Дэйли из NME сказала, что фильм подчёркивает «эмоциональную силу повествования [Свифт]» с «разрушительной» кинематографией и «электрическими выступлениями» Синк и О’Брайена. Лекси Перез из The Hollywood Reporter считает, что «All Too Well: The Short Film» — это хроника «взлёта и падения отношений» между главными героями, исследующая первые «блаженные моменты новой любви» пары до их падения и расставания.
Шейн Романчик из Collider написал: «Это фильм, который переосмысливает то, как отношения, через все их болезненные и розовые моменты, помогают нам стать лучшими людьми. Даже если другой человек причинил нам непростительную боль, мы не были бы прежними, если бы не имели этого опыта, на котором можно учиться. Горько-сладкий финал этой мрачной истории напоминает нам, что другой человек, возможно, тоже прошел через подобное откровение». Карл Куинн в своей рецензии для The Sydney Morning Herald похвалил «великолепно клишированный сценарий в стиле блокнота», режиссуру Свифт и «тонко настроенные» выступления Синк и О’Брайена. Кинокритик Стив Пуласки сказал, что «All Too Well: The Short Film» — «смелая, блестящая работа, которая иллюстрирует продолжающееся взросление Свифт как нечто большее, чем певица-песенник», и назвал её «безупречно одарённым рассказчиком с её подробными повествованиями». Он также высоко оценил «великолепную осеннюю» операторскую работу Рины Янг.
Сара Спеллингс из Vogue сказала, что многие сцены фильма ощущаются как «шутки со зрителями», и высоко оценила диалог в середине фильма, в котором происходит ссора между героями Синка и О’Брайена: «Это было похоже не столько на настоящую драку, сколько на то, как вы потом описываете драку своим друзьям. Другими словами, это было изображение того, как ощущается драка». Журнал Indie Shorts Mag, оценив фильм на 4,9 из 5, похвалил режиссуру и назвал фильм «апофеозом дискографии, истории и фэндома Тейлор Свифт». Независимый критик Си Джей Шеу отметил мастерство Свифт, операторскую работу Янг и «захватывающую» игру Синк. Он назвал диалогизированный спор «мощной сценой». В USA Today Патрик Райан написал, что фильм «оперный по своим эмоциям и масштабу», а сцена спора показалась ему «особенно душераздирающей». Пол Грейн из Billboard также высоко оценил спор, сказав, что сцена написана «настолько живо, что легко представить, как однажды Свифт получит „Оскар“ за сценарий». В менее благоприятной рецензии Ренальдо Матадин из Comic Book Resources описал фильм как «сильный портрет персонажа» с «великолепной кинематографией и умным темпом», но посчитал, что появление Свифт в конце в образе взрослой Синк «лишает фильм художественной, авторской атмосферы», не позволяя ему стать «идеальным инди-фильмом».
Фильм ненадолго занял первое место в рейтинге на Letterboxd, получив 4,65 звезды, после чего Паразиты (2019) вернулся на первое место.

## Награды и номинации
«All Too Well: The Short Film» получил признание в самых разных областях. На церемонии вручения премии MTV Video Music Awards в 2022 году короткометражный фильм был номинирован в пяти категориях, включая пятую номинацию Свифт на звание «Видео года», что стало повторением рекорда Бейонсе по количеству номинаций на звание «Видео года». Свифт также была номинирована в категории «Лучший режиссёр» третий год подряд, после клипов на песни «The Man» в 2020 году и «Willow» в 2021 году. Фильм победил в номинациях «Видео года» и «Лучшее длинное видео», а Свифт победила в номинации «Лучшая режиссура»; она стала первой исполнительницей, трижды победившей в номинации «Видео года», и первой исполнительницей, победившей в номинации «Видео года» за самостоятельно снятое видео.
Она выиграла 4 награды на 2022 MTV Europe Music Awards, включая Best Artist и Best Pop Act в первый раз, и делит с Lady Gaga по числу наград среди женщин в истории EMA (12 у каждой). Свифт выиграла 6 наград на 2022 American Music Awards, включая Favorite Music Video и Artist of the Year.
| Награда                                     | Дата церемонии  | Категория                                          | Получатель                                 | Результат | Ссылка        |
| ------------------------------------------- | --------------- | -------------------------------------------------- | ------------------------------------------ | --------- | ------------- |
| NME Awards                                  | 2 марта 2022    | Лучшее музыкальное видео                           | Тейлор Свифт                               | Номинация | [ 44 ]        |
| Премия Гильдии художников-постановщиков США | 5 марта 2022    | Excellence in Production Design for a Music Video  | Ethan Tobman, Mila Khalevich, Emil Pilosov | Победа    | [ 45 ]        |
| Short Shorts Film Festival & Asia           | 7 июня 2022     | Global Spotlight Award                             | Свифт                                      | Номинация | [ 46 ] [ 47 ] |
| Set Decorators Society of America Awards    | 2 августа 2022  | Best Achievement in Decor/Design of a Short Format | Tobman, Khalevich                          | Номинация | [ 48 ]        |
| MTV Video Music Awards                      | 28 августа 2022 | Видео года                                         | Свифт                                      | Победа    | [ 41 ] [ 49 ] |
| MTV Video Music Awards                      | 28 августа 2022 | Лучшее длинное видео                               | Свифт                                      | Победа    | [ 41 ] [ 49 ] |
| MTV Video Music Awards                      | 28 августа 2022 | Лучшая режиссура                                   | Свифт                                      | Победа    | [ 41 ] [ 49 ] |
| MTV Video Music Awards                      | 28 августа 2022 | Лучший монтаж                                      | Ted Guard                                  | Номинация | [ 41 ] [ 49 ] |
| MTV Video Music Awards                      | 28 августа 2022 | Лучшая операторская работа                         | Рина Янг                                   | Номинация | [ 41 ] [ 49 ] |
| UK Music Video Awards                       | 27 октября 2022 | Лучшая операторская работа в видео                 | Янг, Свифт                                 | Номинация | [ 50 ]        |
| MTV Europe Music Awards                     | 13 ноября 2022  | Лучшее видео                                       | Свифт                                      | Победа    | [ 51 ]        |
| MTV Europe Music Awards                     | 13 ноября 2022  | Best Longform Video                                | Свифт                                      | Победа    | [ 51 ]        |
| American Music Awards                       | 21 ноября 2022  | Любимое музыкальное видео                          | Свифт                                      | Победа    | [ 52 ]        |
| Grammy Awards                               | 5 февраля 2023  | Лучшее музыкальное видео                           | Свифт, Saul Germaine                       | Победа    | [ 53 ]        |
| Hollywood Critics Association Awards        | 24 февраля 2023 | Лучший короткометражный фильм                      | Свифт                                      | Победа    | [ 54 ]        |

## Влияние
Публикации назвали короткометражку одним из главных ньюсмейкеров и моментов поп-культуры 2021 года. После выхода фильма поисковые запросы в Google по словам Синк и О’Брайен достигли рекордного уровня. Канадский певец Майкл Бубле в клипе на свой сингл 2022 года «I’ll Never Not Love You» сослался
и воссоздал культовые «любовные сцены» из различных фильмов со своей женой Луисаной Лопилато, в том числе «All Too Well: The Short Film», с Бубле в его роли и Лопилато в её. Факультет английского языка Университета Куинс в Кингстоне, государственного исследовательского университета в Онтарио (Канада), предлагает в осеннем семестре курс под названием «Литературное наследие Тейлор Свифт (версия Тейлор)» («Taylor Swift’s Literary Legacy (Taylor’s Version)»), в программе которого студенты должны проанализировать многие произведения Свифт, такие как «All Too Well: The Short Film», чтобы понять их литературные отсылки и социально-политическую актуальность в современной культуре.

### Комментарии
1. ↑  Стихотворение известно под англоязычным названием «Tonight I Can Write». Оригинальная цитата на испанском языке звучит так «Es tan corto el amor, y es tan largo el olvido». Свифт ранее включила эту цитату в заметки в альбоме Red (2012)[1].
2. ↑  На премьере на красной дорожке, когда О'Брайена спросили, основан ли его персонаж на американском актере Джейке Джилленхоле, о котором, предположительно, поётся в песне, он ответил, что его персонажа зовут Брэндон[5][6].
3. ↑  Ранее Свифт была номинирована с видео «I Knew You Were Trouble» в 2013 году, «Bad Blood» в 2015 году, «You Need to Calm Down» в 2019 и «The Man» в 2020 году.